# 萊卡特 (澳大利亞國會選區)
萊卡特選區（英語：Division of Leichhardt），是澳大利亞昆士蘭州的下議院選區，由該州最北部的約克角半島一直伸延至凯恩斯。面積148,988平方公里。
選區始於1949年，以普魯士探險家路德維希·萊卡特命名，是澳大利亞工黨與保守政黨，包括國家黨和自由黨的競爭選區。2010年大選，尋求連任的、工黨的吉姆·都拿被在上一次大選中擊敗的自由黨參選人沃倫·恩奇擊敗。